# Lobelia heteroclita
Lobelia heteroclita är en klockväxtart som beskrevs av Mcvaugh. Lobelia heteroclita ingår i släktet lobelior, och familjen klockväxter.
Artens utbredningsområde är Colombia. Inga underarter finns listade i Catalogue of Life.